# Els plànols del Bruce-Partington
L'aventura dels plànols del Bruce-Partington (anglès: The Adventure of the Bruce-Partington Plans) és un dels 56 contes de Sherlock Holmes escrits per Sir Arthur Conan Doyle. És una de les vuit històries del cicle recollides com El darrer cop d'arquet (1917), i és la segona i última aparició principal de Mycroft Holmes. Va ser publicat originalment a The Strand Magazine al Regne Unit i a Collier's als Estats Units el 1908.
Doyle va classificar "L'aventura dels plànols del Bruce-Partington" catorzè en una llista de les seves dinou històries preferides de Sherlock Holmes.

## Trama
La monotonia d'un Londres envoltat de boira es trenca amb una visita sobtada del germà d'Holmes, Mycroft. Ha vingut per la desaparició d'uns plànols secrets de submarins. Set dels deu papers desapareguts es van trobar amb el cos d'Arthur Cadogan West, però encara falten els tres papers "més essencials". West era un jove empleat en una oficina governamental del Royal Arsenal, Woolwich, el cos del qual va ser trobat al costat de les vies del metro prop de l'estació de metro d'Aldgate, amb el cap aixafat. Portava pocs diners amb ell (tot i que sembla que no hi havia hagut cap robatori), entrades de teatre i, curiosament, cap entrada de metro.

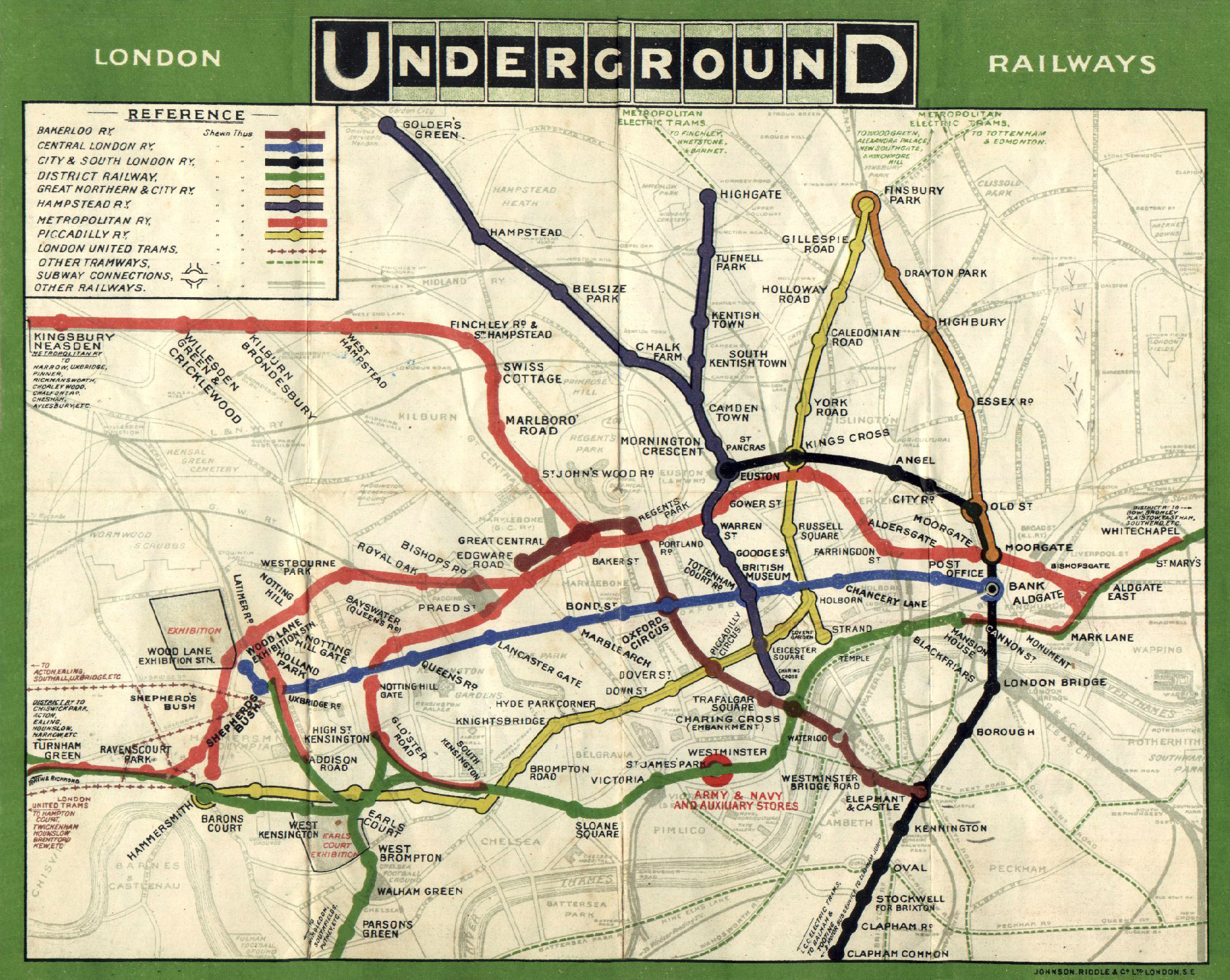
Mapa de metro amb la marca "Underground" de 1908 que mostra les línies District i Metropolitan amb Aldgate a la dreta i Kensington a la part inferior esquerra

L'inspector Lestrade li diu a Holmes que un passatger va informar haver sentit un cop, com si un cos hagués caigut a la pista, prop d'on es va trobar el cos de West. El passatger no va poder veure res, però, a causa de l'espessa boira.
Després d'un examen de la via prop d'Aldgate, Holmes conclou que West havia estat assassinat en un altre lloc, es va dipositar al sostre d'un metro i va caure quan l'acció discordant de creuar un punt de ferrocarril a Aldgate va sacsejar el vagó.
Holmes decideix visitar Sir James Walter, que estava a càrrec dels papers. No obstant això, ha mort, aparentment amb el cor trencat per la pèrdua del seu honor quan li van robar els papers, segons el seu germà, el coronel Valentine Walter.
En visitar la promesa de West, li diu a Holmes que West tenia alguna cosa al cap durant l'última setmana de la seva vida. Li va comentar amb quina facilitat un traïdor podria aconseguir "el secret" i quant pagaria un agent estranger per això. Aleshores, la nit en qüestió, mentre passejaven tots dos a prop del seu despatx, de camí al teatre, es va precipitar i no va tornar.
Holmes després va a l'oficina de la qual van ser robats els plànols. Sidney Johnson, el secretari principal, li diu a Holmes que, com sempre, va ser l'últim home que va sortir de l'oficina aquella nit i que havia posat els papers a la caixa forta. Qualsevol que vingués després per robar-los hauria necessitat tres claus (per a l'edifici, l'oficina i la caixa forta), però no es van trobar duplicats al cos de West, i només el difunt Sir James tenia les tres claus. Johnson també esmenta que un dels set papers recuperats inclou un invent sense el qual el submarí no es podria construir correctament. Holmes també descobreix que és possible veure què passa dins de l'oficina des de fora, fins i tot quan les persianes de ferro estan tancades.

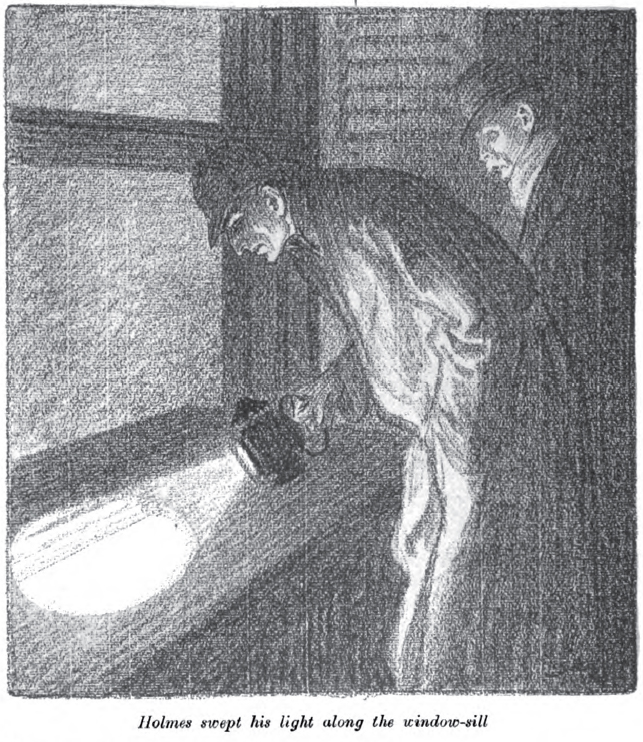
Holmes i Watson examinen la finestra, il·lustració de 1908 de Frederic Dorr Steele a Collier's

Després de marxar, Holmes descobreix que l'oficinista de l'estació de metro pròxima recorda haver vist West el vespre en qüestió. Profundament commocionat per alguna cosa, havia agafat un tren cap al pont de Londres.
Actuant sobre la informació de Mycroft i el que ha après fins ara, Holmes identifica una persona d'interès, Hugo Oberstein, un agent estranger conegut que va abandonar la ciutat poc després de l'assassinat de West. Alguns petits reconeixements mostren a Holmes que la casa d'Oberstein es recolza en una línia de metro sobre el terra i que, a causa del trànsit en una cruïlla propera, els trens sovint s'aturen just sota les seves finestres. Ara sembla clar que el cos de West es va posar al terrat del tren just allà.
Holmes i el doctor Watson irrompen a la casa buida d'Oberstein i examinen les finestres, trobant que la brutícia s'ha tacat i hi ha una taca de sang. Un tren subterrani s'atura just sota la finestra. També es troben alguns missatges de la columna d'agonia del Daily Telegraph, tots semblants a un acord comercial, publicats per "Pierrot". Holmes publica un missatge semblantment críptic al Daily Telegraph demanant una reunió, signant-lo Pierrot, amb l'esperança que el lladre pugui aparèixer a casa d'Oberstein.

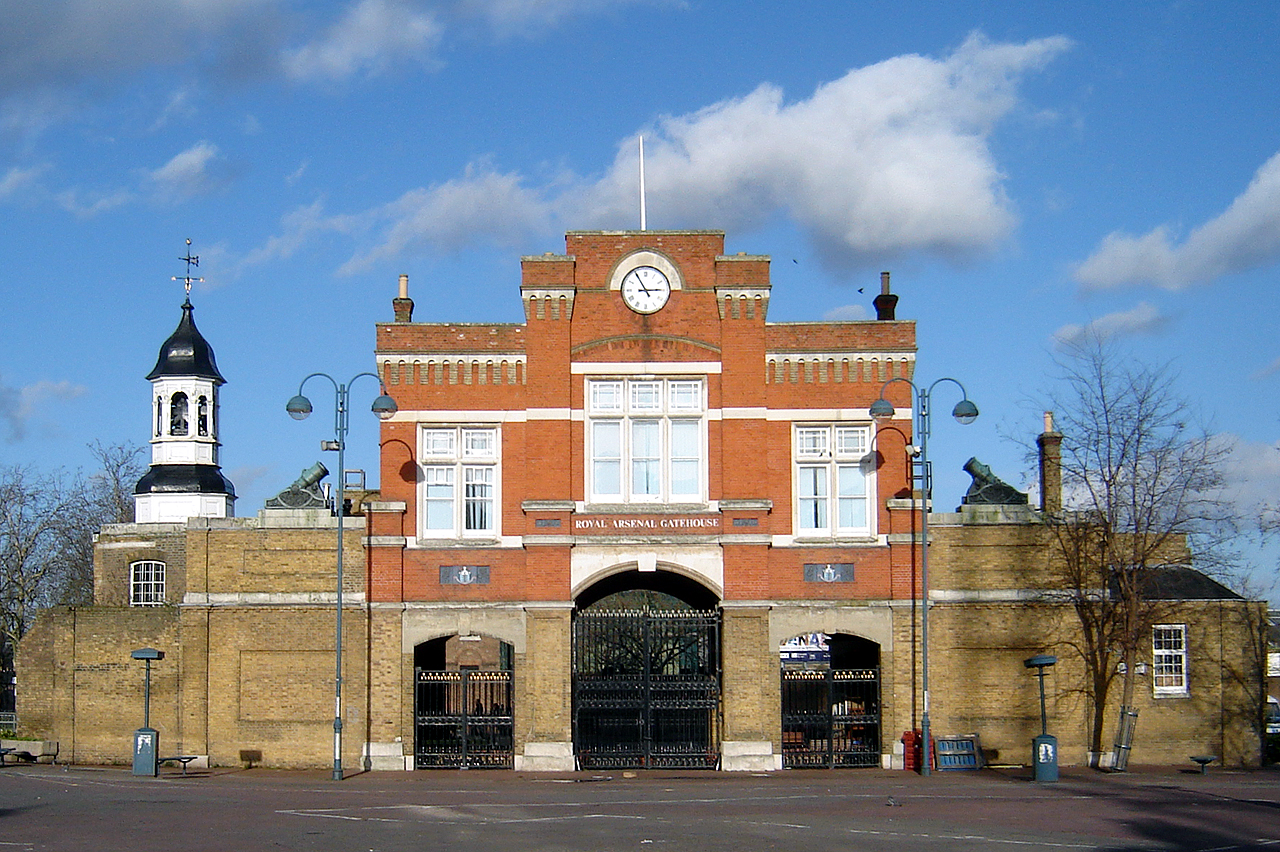
Porta de l'Arsenal Reial de Woolwich. (febrer de 2007)

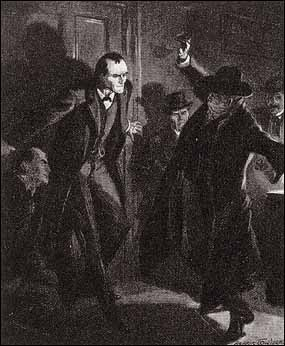
Mycroft Holmes, Sherlock Holmes, Lestrade i Watson s'enfronten al coronel Walter, il·lustració de 1908 d'Arthur Twidl

Funciona. El coronel Valentine Walter apareix i queda sorprès al trobar Holmes, Watson, Lestrade i Mycroft esperant-lo. Confessa el robatori dels plànols, però jura que va ser Oberstein qui va matar West. West havia seguit el coronel fins a casa d'Oberstein i després va intervenir, i Oberstein havia donat a West un cop fatal al cap. Aleshores Oberstein va decidir, per sobre de les objeccions del coronel, que havia de conservar tres dels papers, perquè no es podien copiar en poc temps. Aleshores va tenir la idea de posar els altres set a la butxaca de West i posar-lo al sostre d'un tren fora de la seva finestra, raonant que seria culpable del robatori quan es trobés el seu cos.
Endeutat, el coronel Walter havia actuat per necessitat de diners. Es redimeix una mica acceptant escriure a Oberstein, del qual coneix l'adreça al continent, convidant-lo a tornar a Anglaterra per a la quarta pàgina vital. Aquest estratagema també funciona; Oberstein és empresonat, i les pàgines que falten dels plànols es recuperen del seu maleter. El coronel Walter mor a la presó, poc després de començar la seva condemna. Pels seus esforços, Holmes rep una agulla de corbata maragda per "una certa dama amable", implicada que era la reina Victòria, ja que l'agulla es va rebre a Windsor a la dècada de 1890.

## Historial de publicacions
L'aventura dels plànols del Bruce-Partington es va publicar al Regne Unit a The Strand Magazine el desembre de 1908, i als Estats Units a Collier's el 12 de desembre de 1908. La història va ser publicada amb sis il·lustracions d'Arthur Twidle a The Strand, i amb cinc il·lustracions de Frederic Dorr Steele a Collier's. La història es va incloure a la col·lecció de contes El darrer cop d'arquet, que es va publicar al Regne Unit i als Estats Units l'octubre de 1917.

## Adaptacions

### Cinema i televisió
Una entrada de 1922 a la sèrie de pel·lícules Stoll va ser una adaptació de "L'aventura dels plànols del Bruce-Partington". Va estar protagonitzat per Eille Norwood com Sherlock Holmes i Hubert Willis com el Dr. Watson, i va comptar amb Lewis Gilbert com Mycroft Holmes i Malcolm Tod com Cadogan West.
La història va ser adaptada per Giles Cooper com a episodi de la sèrie de televisió de la BBC de 1965 Sherlock Holmes protagonitzada per Douglas Wilmer com Holmes i Nigel Stock com Watson.Només existeix el primer dels dos rodets del teleenregistrament de 16 mm de l'episodi, tot i que la banda sonora completa sobreviu. L'episodi va ser un dels refets per a la sèrie de Sherlock Holmes1967–1968), que existeix completament.
La pel·lícula de televisió de 1986 The Twentieth Century Approaches, la cinquena entrega de Les aventures de Sherlock Holmes i del doctor Watson, inclou la història.
La història va ser adaptada per a un episodi de 1988 de la sèrie de televisió The Return of Sherlock Holmes protagonitzada per Jeremy Brett com Sherlock Holmes, Edward Hardwicke com el Doctor Watson i Charles Gray com Mycroft Holmes; en aquesta versió, l'inspector Lestrade és substituït per l'inspector Bradstreet i el coronel Walter se li permet fugir després d'ajudar amb la captura d'Oberstein per Bradstreet perquè pugui atrapar més espies.
La trama de la pel·lícula de televisió Matt Frewer del 2001 The Royal Scandal és una combinació de "Escàndol a Bohèmia i L'aventura dels plànols del Bruce-Partington.
La història s'utilitza parcialment a l'episodi "The Great Game" (2010) de la sèrie de televisió Sherlock.

### Ràdio
La història va ser adaptada per Edith Meiser com a episodi de la sèrie de ràdio nord-americana  The Adventures of Sherlock Holmes. L'episodi, que es va emetre el 22 d'octubre de 1931, comptava amb Richard Gordon com Sherlock Holmes i Leigh Lovell com el Dr. Watson. Altres produccions de la història es van emetre el març de 1935, amb Louis Hector com a Holmes i Lovell com a Watson, i l'octubre de 1936, amb Gordon com a Holmes i Harry West com a Watson.
La història també va ser adaptada per Meiser com a episodi de la sèrie de ràdio nord-americana The New Adventures of Sherlock Holmes que es va emetre el 1939, amb Basil Rathbone com a Holmes i Nigel Bruce com a Watson. Els episodis addicionals de la sèrie adaptats de la història es van emetre el 1941 i el 1943 (tots dos amb Rathbone com a Holmes i Bruce com a Watson) i el 1948 (amb John Stanley com a Holmes i Ian Martin com a Watson).
John Gielgud va interpretar Sherlock Holmes i Ralph Richardson va interpretar Watson en una adaptació de la història que es va emetre al BBC Light Program l'any 1954. El germà de John Gielgud, Val Gielgud, va interpretar Mycroft Holmes. John Cazabon va interpretar l'inspector Lestrade i William Fox va interpretar el coronel Valentine Walter. La producció es va emetre a la ràdio NBC el 1955.
La història va ser adaptada per al BBC Light Program l'any 1967 per Michael Hardwick, com a part de la sèrie de ràdio 1952–1969 protagonitzada per Carleton Hobbs com Holmes i Norman Shelley com Watson. Felix Felton va interpretar Mycroft Holmes.
"Els plànols del Bruce-Partington" va ser dramatitzat per a BBC Radio 4 el 1994 per Bert Coules com a part de la sèrie de ràdio 1989-1998 protagonitzada per Clive Merrison com Holmes i Michael Williams com Watson, amb Jamie Glover com Cadogan West i Stephen Thorne com l'inspector Lestrade.
El 2010, la història va ser adaptada com a episodi de The Classic Adventures of Sherlock Holmes, una sèrie del programa de ràdio nord-americà Imagination Theatre, protagonitzada per John Patrick Lowrie com Holmes i Lawrence Albert com Watson, amb Rick May com Lestrade.